# Bell 525 Relentless
Bell 525 Relentless je užitkový vrtulník vyvíjený výrobcem Bell Textron. Je to první vrtulník s řízením letu fly-by-wire. Je to největší vrtulník vyvíjený společnosti Bell a zároveň její první vrtulník, který má pětilistý hlavní a čtyřlistý vyrovnávací rotor. Vrtulník byl veřejnosti představen roku 2012 a poprvé vzlétl roku 2015. Roku 2016 však prototyp havaroval a jeho posádka přitom zemřela. Několik dalších prototypů pokračovalo ve zkouškách ještě roku 2025. Vrtulník je mimo jiné určen pro přepravu pracovníků ropných plošin na jejich stanoviště na moři. Díky rozměrné kabině přepraví až dvacet cestujících.

## Vývoj

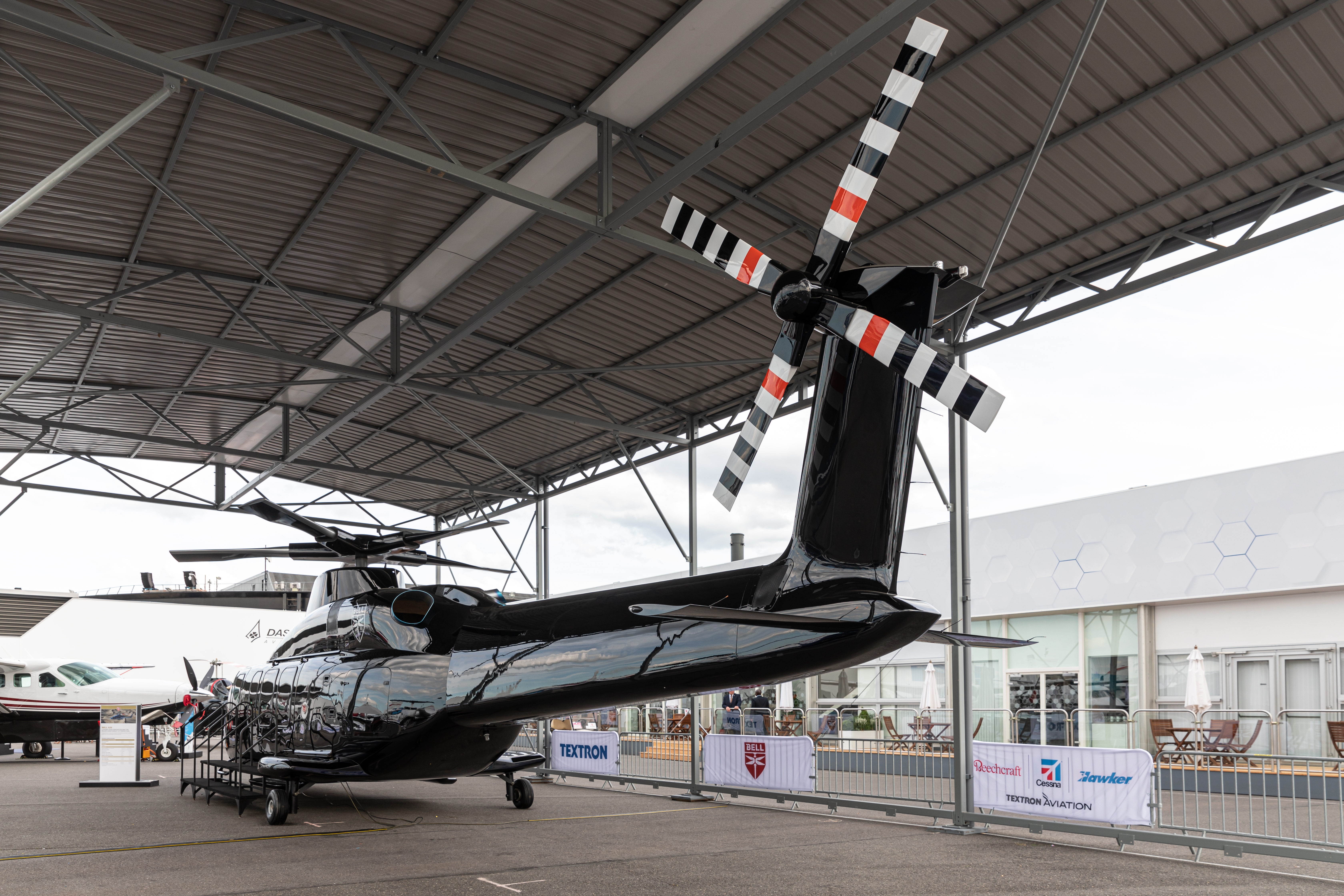
Bell 525 na Pařížském aerosalonu v roce 2019

Vrtulník Bell 525 byl veřejnosti poprvé představen na veletrhu Heli-Expo 2012 v Dallasu. Měl se stát prvním komerčním vrtulníkem na světě, který bude využívat technologii řízení fly-by-wire. Výrobce původně očekával, že certifikaci typ získá do roku 2017. To se však nepodařilo. Prvním zájemcem o vrtulník byla společnost Petroleum Helicopters International (PHI), ale později z projektu odstoupila.
První let prototypu Bell 525 (N525TA) se uskutečnil 1. července 2015 v závodě společnosti v Amarillo v Texasu. V kokpitu seděli zkušební piloti Troy Caudill a Jeff Greenwood.
Dne 6. července 2016 byl prototyp (N525TA) zničen při zkušebním letu jižně od Arlingtonu. Při letové zkoušce se objevily silné vibrace a listy hlavního rotoru vychýlily z normální roviny otáčení a oddělily ocasní nosník vrtulníku, takže se rozlomil za letu. Zkušební piloti Jason Cori Grogan a Erik Allan Boyce při nehodě zemřeli. Nehoda odhalila některé nedostatky řízení fly-by-wire, mimo jiné odstranění fyzické zpětné vazby poskytované mechanickým řízením.
Letové zkoušky Bellu 525 byly obnoveny v červenci 2017. Výrobce usiloval o získání certifikaci do roku 2019. V březnu 2019 federální agentura Federal Aviation Administration (FAA) certifikovala motory General Electric CT7. Kvůli pionýrskému využití řízení fly-by-wire v konstrukce Bellu 525 si americká agentura FAA k vyžadovala jeho rozsáhlé zkoušky. Protože testy odhalily některé závažné nedostatky, probíhaly ještě v roce 2025. K roku 2025 byly ve zkušebním programu využívány tři prototypy Bell 525.
V březnu 2024 Bell začal přijímat objednávky na typ Bell 525. V červenci 2024 médium Vertical Mag oznámilo, že Bell 525 se konečně blíží k dokončení vyčerpávajícího zkušebního režimu.

## Specifikace (Bell 525)
Údaje podle

### Technické údaje
- Osádka: 2
- Kapacita: 16–20
- Délka: 19,75 m[1]
- Průměr nosného rotoru: 16,62 m[1]
- Plocha hlavního rotoru: 3,05 m[1]
- Výška:
- Prázdná hmotnost:
- Maximální vzletová hmotnost: 9299 kg
- Pohonná jednotka: 2× turbohřídelový motor General Electric CT7-2F1
- Výkon pohonné jednotky: 1278 kW (1714 shp)

### Výkony
- Cestovní rychlost: 296 km/h
- Dolet: 1146 km